# Bill Wyman's Rhythm Kings

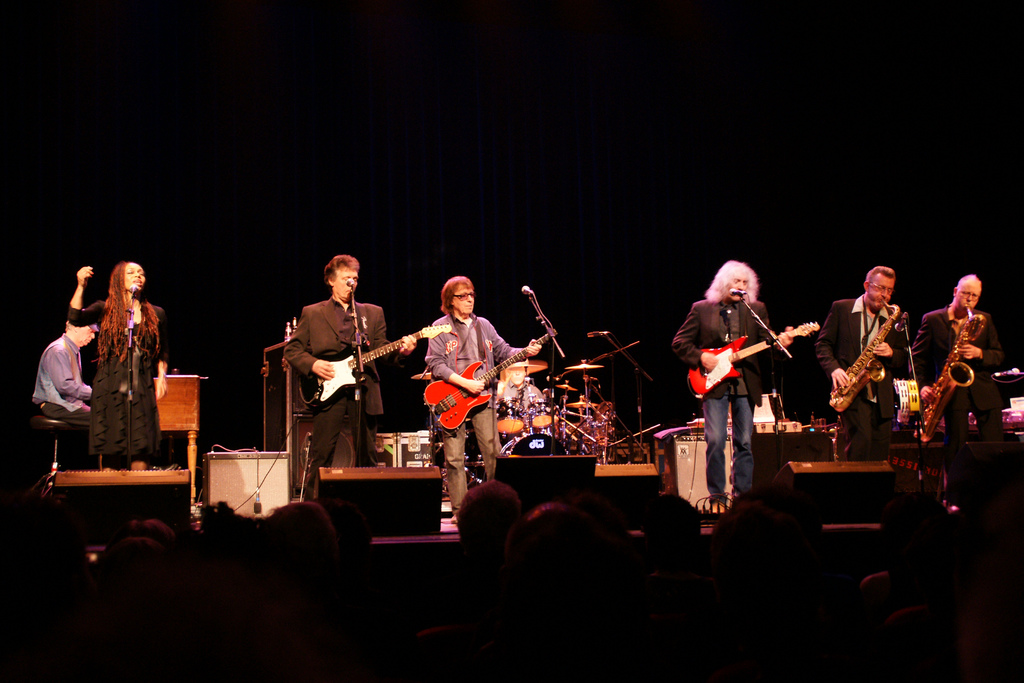
Bill Wyman’s Rhythm Kings en Middelburgo, 2009.

Bill Wyman's Rhythm Kings es una banda de Blues rock liderada por el exbajista de The Rolling Stones Bill Wyman. Son conocidos por sus presentaciones en vivo, donde frecuentemente hacen giras por Europa y Estados Unidos. Esta banda ha sido comparada con la Ringo Starr & His All-Starr Band, donde su formación es rotativa y se produce una "puerta giratoria" por donde varios artistas pasan.

## Lanzamientos e información de las listas
- Struttin' Our Stuff (octubre de 1997)
- Anyway The Wind Blows (febrero de 1999)
- Groovin' (mayo de 2000) RU nº 52 [3 sem.]
- Double Bill (mayo de 2001) RU n.º 88 [2 sem.]
- Just For A Thrill (mayo de 2004) RU n.º 149 [1 sem.]
- Rhythm Kings Live (noviembre de 2005)
- Live Communication (septiembre de 2011)

## Video
- Bill Wyman's Rhythm Kings (2004)

## Músicos invitados
- Graham Broad
- Gary Brooker
- J. J. Cale
- Andy Fairweather-Low
- Georgie Fame
- Eddie Floyd
- Peter Frampton
- Janice Hoyt
- Mick Jones
- Anita Kelsey
- Albert Lee
- Frank Mead
- Odetta
- Nick Payn
- Beverly Skeete
- Chris Stainton
- Martin Taylor
- Mick Taylor
- Terry Taylor
- Mike Sanchez
- Dennis Locorriere
- George Harrison
- Eric Clapton
- Dennis Locorriere
- Axel Zwingenberger

- Datos: Q475121
- Multimedia: Bill Wyman's Rhythm Kings / Q475121